# Podocyt

Schemat bariery filtracyjnej. A. Okienkowy śródbłonek naczyń włosowatych kłębuszka nerkowego; 1. por (okienko).B. Błona podstawna: 1. blaszka jasna zewnętrzna. 2. blaszka gęsta 3. blaszka jasna wewnętrzna C. Podocyty (wypustki): 1. białka enzymatyczne i strukturalne 2. szczelina filtracyjna, 3. przepona szczeliny

Wpływ wieku na liczbę komórek w ciałku nerkowym

Podocyt (inaczej: komórka podocytarna lub komórka blaszki trzewnej torebki kłębuszka nerkowego) – wysoko wyspecjalizowana komórka nabłonka trzewnego kłębuszka nerkowego, kluczowa z punktu widzenia selektywnej filtracji osocza i powstawania moczu pierwotnego.

## Budowa
Podocyty wyściełają zewnętrzną powierzchnię błony podstawnej naczyń włosowatych kłębuszka nerkowego. Każdy z podocytów jest związany z więcej niż jedną wlośniczką, a każda włośniczka jest pokryta przez kilka podocytów.
Struktura podocytów charakteryzuje się bardzo dobrze rozbudowanym cytoszkieletem i wyróżnia się w ich obrębie trzy strukturalne i funkcjonalne części: ciało komórki, wypustki główne (większe) i wypustki stopowate. Dwie pierwsze zawieszone w przestrzeni torebki Bowmana, a tylko wypustki stopowate są zanurzone w szczególnie szerokiej błonie podstawnej kłębuszka (350-400 nm), która powstała z połączenia błony podocytu i naczyń krwionośnych włosowatych wewnątrz kłębuszka.

### Wypustki większe
Wypustki większe mają dobrze rozwinięty cytoszkielet zbudowany z mikrotubuli i filamentów pośrednich.  Mikrotubule są spolaryzowanymi polimerami heterodimerów tubuliny mającymi szybko rosnący koniec dodatni oraz wolno rosnący ujemny. Ponadto mikrotubule podocytów wykazują niejednolitą polarność stabilizowaną przez CHO1/MKLP1 (ang. a kinesinlike motor protein). Ponadto wykazali oni, że niejednolita polarność mikrotubul podocytów jest niezbędna do formowania wyrostków.

### Wypustki stopowate
W wykazujących biegunowość podocytach wyróżniamy: błonę luminalną i bazolateralną (podstawno-boczna). Powierzchnia luminalna pokryta jest ujemnie naładowanym glikokaliksem (w jego skład wchodzą sjaloglikoproteiny m.in. podokaliksyna), dzięki któremu możliwe jest zachowanie specyficznej cytoarchitektury. 
Wypustka stopowata podocyta zawiera aparat kurczliwy złożony z aktyny, aktyniny, miozyny, winkuliny, wimentyny, paksyliny i taliny. Za prawidłową strukturę i funkcję wypustek stopowatych odpowiadają specyficzne  białka,  będące  markerami  ich  strukturalnej i czynnościowej dojrzałości. Są to m.in. podokaliksyna, podoplanina, kłębuszkowe białko nabłonkowe 1 (glomerularepithelial protein 1, GLEPP1), synaptopodyna, receptor składowej dopełniacza C3b (C3bR), białko szoku termicznego 27 (ang. heat shock protein 27,HSP27), trójfosfataza guanozyny Rab3A i rabfilina 3A (rabphilin-3A). W badaniach doświadczalnych udowodniono, że uszkodzenie powyższych białek doprowadza do znacznego zmniejszenie powierzchni filtracyjnej kłębuszków nerkowych (a nawet całkowitemu zarośnięciu szczelin filtracyjnych) na skutek braku lub nieprawidłowego wykształcenia wyrostków stopowatych podocytów. 
W skład części bazolateralnej wchodzi błona cytoplazmatyczna wypustek stopowatych stykająca się bezpośrednio z błoną podstawną. W błonie tej znajduje się wiele białek adhezyjnych (integryna α3β1, dystoglikany).

### Szczelina i  błona filtracyjna
Pomiędzy wypustkami stopowatymi znajdują się szczeliny filtracyjne (ang. filtration slit) mierzące 25 nm (niektórzy autorzy przypisują jej większą grubość: 30–40 nm). Rozpinają się w nich liczące 6 nm grubości przepony (błony) filtracyjne (ang. slit membrane) posiadające pory liczące 4 na 14 nm.
Funkcjonalnie szczelina i błona filtracyjna jest najważniejszym elementem w funkcjonowaniu bariery filtracyjnej. Błona zakotwiczona jest w podstawno-bocznym regionie wyrostków stopowatych i łączy je ze sobą. W skład struktury błon wchodzi szereg białek tworzących funkcjonalny kompleks budujący i wzmacniający. Do najważniejszych z nich należą nefryna i podocyna, transbłonowe białka sygnałowe przekazujące informacje z zewnątrz do wnętrza komórki. Pozostałe  białka  błon  szczelinowych  to  białko  związane z CD2 (ang. CD2-associated protein, CD2AP), białko podobne do nefryny (Neph1), α-aktynina 4 oraz białka adhezyjne – densyna i zonula occludens-1 (ZO-1).

## Funkcje
Funkcją tych komórek jest tworzenie bariery pomiędzy światłem włosowatego naczynia krwionośnego a światłem torebki, do której filtrowany jest mocz. Wraz ze śródbłonkiem tworzą błonę podstawna kłębuszka nerkowego, syntezując kolagen (typ IV), proteoglikany, fibronektynę, enzymy (heparanaza, endopeptydazy obojętne, dipeptydazy), endotelinę oraz czynniki wzrostu jak: PDGF, bFGF, VEGF, HB-EGF, TGF-β.

Dzięki polianionom (podokaliksyna, siarczan heparanu) cząsteczki białek osocza o ładunku ujemnym nie przedostają się na drugą stronę (ogranicza to filtrację albumin).

## Liczba
Podocyty w przeciwieństwie do większości komórek nabłonkowych nie mają zdolności proliferacyjnych (są komórkami postmitotycznymi), co oznacza, że ich śmierć lub utrata w stanach chorobowych jest dla nerki nieodwracalna w skutkach. Z uwagi na brak możliwości regeneracji liczba komórek podocytarnych najczęściej jest stała (ok. 550 na jeden kłębuszek), lub miewa tendencję do zmniejszania się — zupełnie inaczej niż innych komórek kłębuszka nerkowego (śródbłonka i mezangium), które zachowując zdolność do proliferacji i liczba z wiekiem zwiększa się średnio półtora raza.